# Petr Iljič Čajkovskij

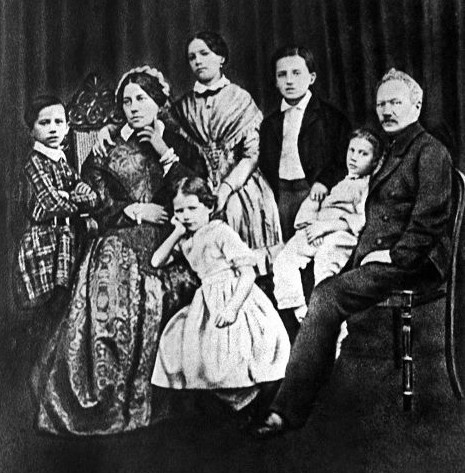
Čajkovského rodina v roce 1848: Sedící rodiče s Alexandrou a Hyppolitem, stojící zleva Petr, Zinajda a Nikolaj

Petr Iljič Čajkovskij, také Čajkovský (rusky Пётр Ильич Чайковский, Pjotr Iljič Čajkovskij; 25. dubnajul./ 7. května 1840greg. Votkinsk – 25. říjnajul./ 6. listopadu 1893greg. Petrohrad) byl ruský hudební skladatel. Nejen v hudebních kruzích se stal respektovanou osobností již za svého života. Je označován za jednoho z hlavních tvůrců hudebního romantismu. Mezi nejznámější díla patří tři poslední symfonie č. 4–6, opery Piková dáma a Evžen Oněgin, balety Labutí jezero, Šípková Růženka a Louskáček. Oblíbené jsou rovněž 1. klavírní koncert b moll a houslový koncert D dur. Třikrát navštívil Prahu, 6. prosince 1888 dirigoval českou premiéru opery Evžen Oněgin.

## Život

### Mládí a studia

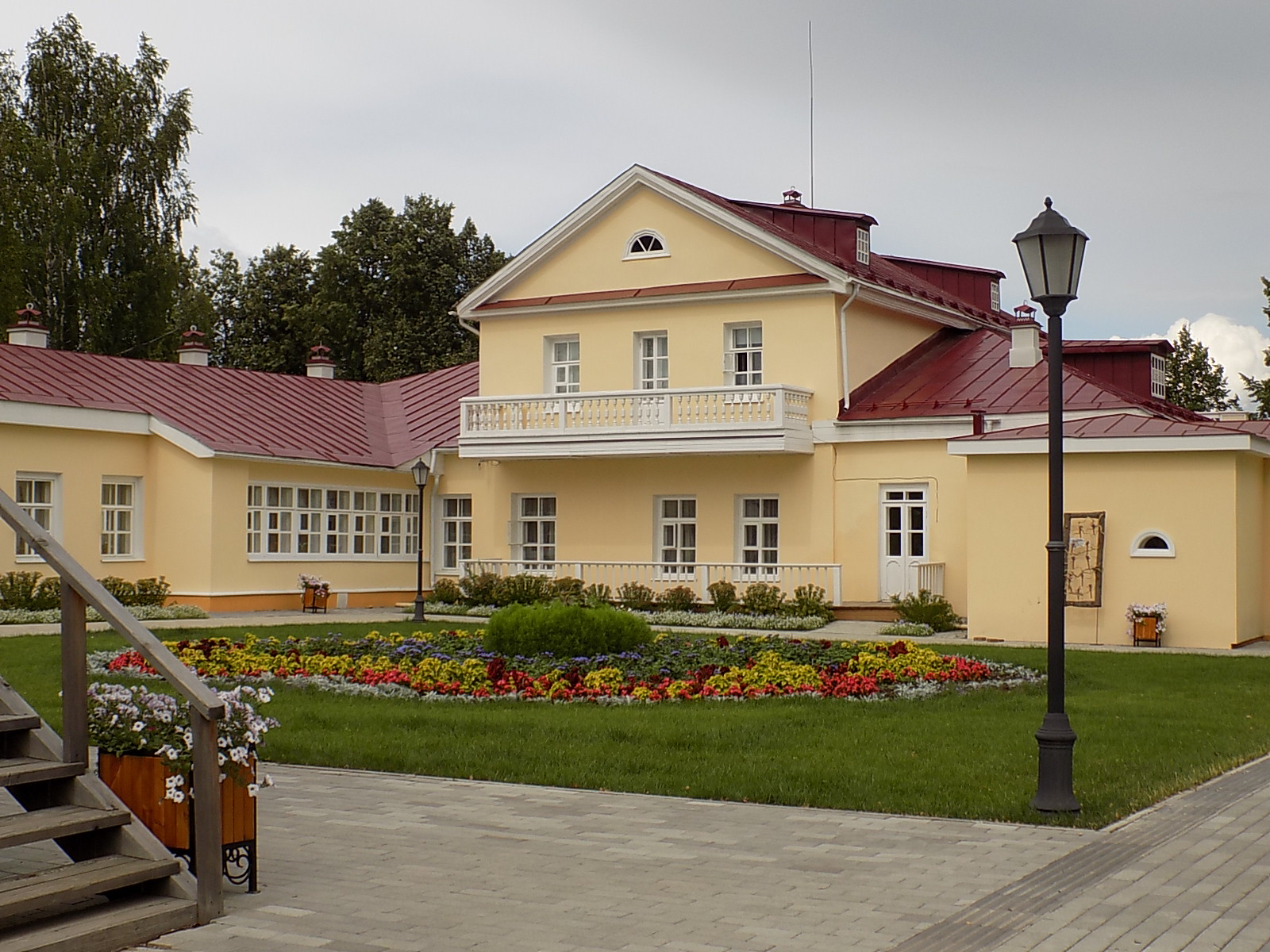
Čajkovského rodný dům ve Votkinsku

Narodil se ve Votkinsku v Rusku jako syn důlního inženýra Ilji Petroviče Čajkovského (1795–1880). Jeho matka Alexandra Andrejevna rozená d'Assier (1813–1854) byla vnučkou francouzského šlechtického imigranta. Petr Iljič k ní měl velmi silný citový vztah. Děd Petra Iljiče z otcovy strany Petr Fjodorovyč Čajka (1745–1818) se narodil v Mykolaivce u Poltavy na Ukrajině jako druhý syn Fjodora Čajky a jeho manželky Anny. Během studií na Kyjevsko-mohylské akademii si zrusifikoval příjmení a stal se Petrem Fjodorovičem Čajkovským. Dědův otec Fjodor Čajka byl ukrajinský kozák, který se vyznamenal v bitvě u Poltavy na straně Petra I. Velikého.
Petr Iljič měl šest sourozenců: Zinajdu, z otcova prvního manželství (1829–1878), Nikolaje (1838–1911), Hyppolita (1843–1927), dvojčata Anatola (1850–1915) a Modesta (1850–1916) a Alexandru (1842–1891). V pozdějších letech měl nejblíže k oběma dvojčatům a Alexandře. V roce 1844 najala rodina k dětem francouzskou guvernantku Fanny Dürbach (1822–1901), ta měla na vývoj Petra Iljiče značný vliv. Její vzpomínky, které zaznamenal Modest Čajkovskij, jsou významným dokumentem o skladatelově mládí. Rodina vlastnila klavír, první lekce poskytla malému Petru Iljiči matka. Když otec přinesl domů orchestrion, stal se Petr Iljič (už v dětství) vášnivým ctitelem Wolfganga Amadea Mozarta.
V roce 1848 se otec rozhodl opustit své zaměstnáni a nechal se penzionovat. Guvernantka odešla a rodina se odstěhovala do Petrohradu. V květnu 1849 našel otec práci v Alapajevsku, na Urale, stal se ředitelem továrny.
Rodiče Petra Iljiče věděli o jeho hudebním talentu, najali mu učitelku klavíru, nicméně rozhodli, že perspektivnější pro něj bude úřednické povolání. V roce 1850 byl zapsán do Imperátorské právnické školy v Petrohradu. Absolvoval zde dvouletý přípravný kurz, v letech 1852–1859 pak řádné studium. Bral i hodiny klavíru, u německého pianisty Rudolfa Kündigera (1832–1913). Na škole navázal blízké přátelství s Alexejem Apuchtinem (1840–1893), pozdějším literárním kritikem a pozdně-romantickým básníkem, jehož tvorba na něj měla vliv. Po absolvování školy nastoupil Čajkovskij na ministerstvo spravedlnosti, jako asistent přednosty úřadu. Toužil ovšem po hudbě. Roku 1863 opustil státní službu. Rok předtím se zapsal na petrohradskou konzervatoř. Zde ho nejvíce ovlivnil její ředitel, Anton Rubinstein (1829–1894), který ho vyučoval skladbu. Roku 1866 Čajkovskij na konzervatoři absolvoval kantátou na slova Ódy na radost Friedricha Schillera, za kterou obdržel stříbrnou medaili. Rubinstein pak Čajkovského doporučil, jako učitele harmonie, svému mladšímu bratru, Nikolaji Rubinsteinovi (1835–1881), řediteli nově otevřené Moskevské státní konzervatoře.

### Zralá léta
Nikolaj Rubinstein Čajkovskému pomohl. Ubytoval jej ve svém bytě a uváděl jeho skladby. Čajkovskij nejen učil, ale i skládal: do roku 1878 složil mj. opery Vojevoda, Opričnik a Evžen Oněgin, první čtyři symfonie a klavírní koncert b moll.
Čajkovského první láskou byl údajně Sergej Kirejev, mladší spolužák z Imperátorské právnické školy. Čajkovskij měl problémy vyrovnat se svou homosexualitou, na rozdíl od svého bratra Modesta, který byl také gay a žil relativně otevřeně se svým partnerem Nikolajem Hermanovičem Konradim.
Během krize středního věku ve věku třiceti šesti let Petr napsal svému bratrovi:
“[...] rozhodl jsem se oženit. Je to nevyhnutelné. Musím to udělat nejen pro sebe, ale i pro vás, Modeste a všechny, které miluji. [...] Určitě si uvědomujete, jak bolestivé je pro mě vědět, že mě lidé litují a odpouštějí mi, i přesto, že ve skutečnosti jsem nevinen. Jak děsivé je myslet si, že ti, kteří mě milují, se za mě někdy stydí. Stručně řečeno, hledám manželství nebo nějakou veřejnou angažovanost se ženou, abych zavřel ústa nejrůznějším opovrženíhodným tvorům, jejichž názory pro mě nic neznamenají, ale které jsou schopny způsobit úzkost těm, kteří jsou mi blízcí.“ 
Na jaře 1877 dostal Čajkovskij několik zamilovaných dopisů od žačky konzervatoře, Antoniny Miljukovové (1848–1917). V té době skutečně pomýšlel na svatbu, ale výhradně ze společenských důvodů. V červnu 1877 se s Miljukovovou oženil. Díky Čajkovského homosexualitě manželství nebylo naplněno, a po šesti týdnech společného života duševně zlomený skladatel odcestoval do ciziny. Manželé soužití nikdy neobnovili, ale také se nerozvedli. Čajkovskij posílal manželce pravidelně peníze za mlčení o jeho sexuální orientaci. Miljukovová měla později tři děti se třemi různými partnery. Posledních dvacet let žila v ústavu pro choromyslné. Po rozpadu manželství prošel Čajkovskij hlubokou tvůrčí krizí.

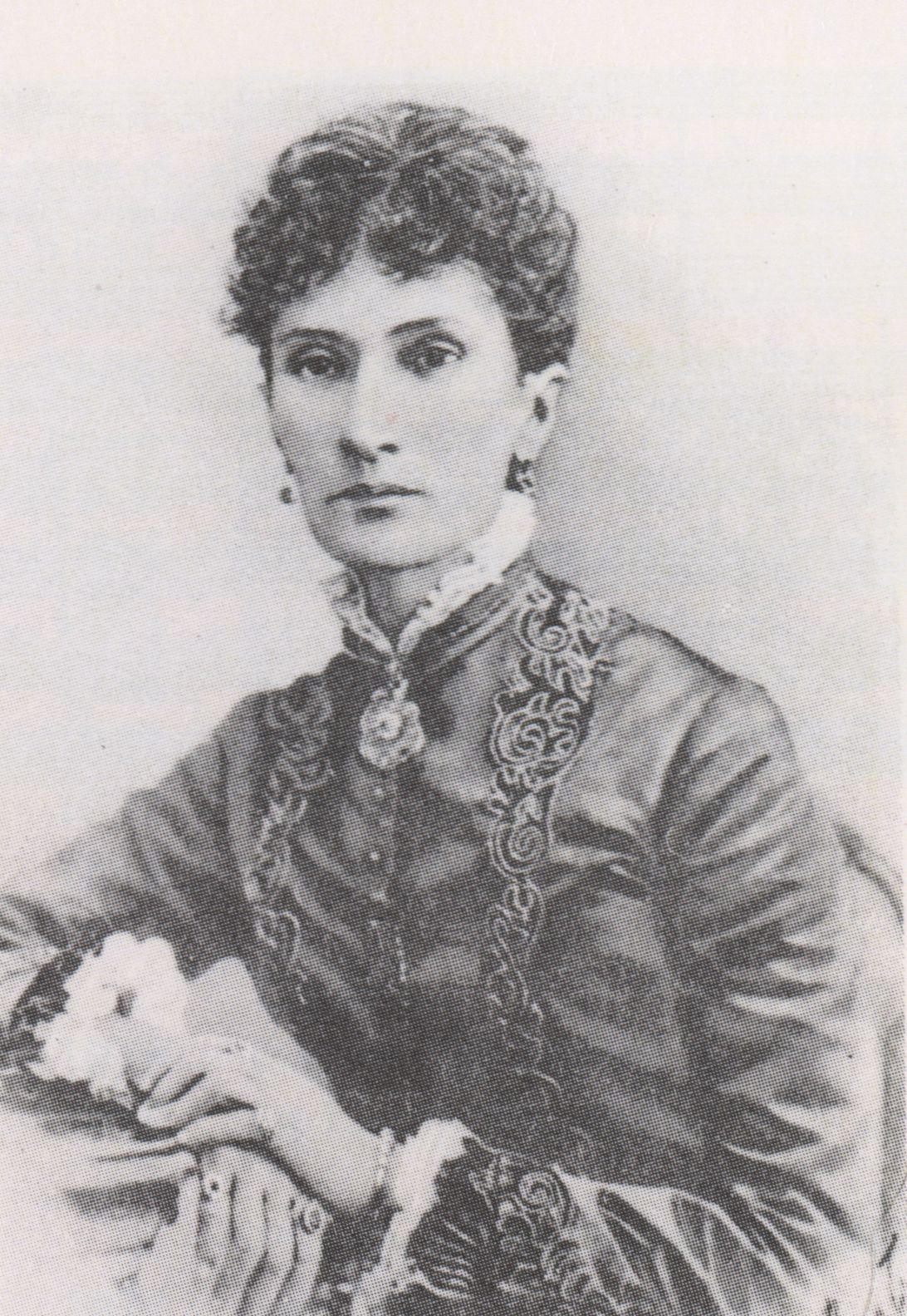
Naděžda von Meck

 Díky zámožné šlechtičně Naděždě von Meckové (1831–1894), své nejvýznamnější mecenášce, mohl v roce 1878 odejít z konzervatoře. Tato ruská vdova po železničním podnikateli Karlu Otto Georgi von Meckovi, matka třinácti dětí (jedenáct z nich se dožilo dospělosti), obdivovala Čajkovského hudbu a v roce 1876 s ním navázala písemný kontakt. Osobně se setkali pouze několikrát zcela náhodně, nikdy spolu nepromluvili, ačkoliv oba žili v Moskvě. 15 let si pouze psali, dopisů se dochovalo kolem dvanácti set a byla vydána jejich edice. Korespondence poskytuje především nejdůslednější pohled do psychiky Čajkovského. Skladatel zde například vysvětluje důvod nenávisti ke své manželce. Přes úpornou snahu badatelů zde nebyly nalezeny žádné náznaky nestandardní mistrovy orientace. Od roku 1877 poskytovala von Mecková Čajkovskému pravidelné finanční částky okolo 6000 rublů ročně. Přátelství trvalo do roku 1890, kdy šlechtična styky přerušila, údajně pro hrozící finanční bankrot.

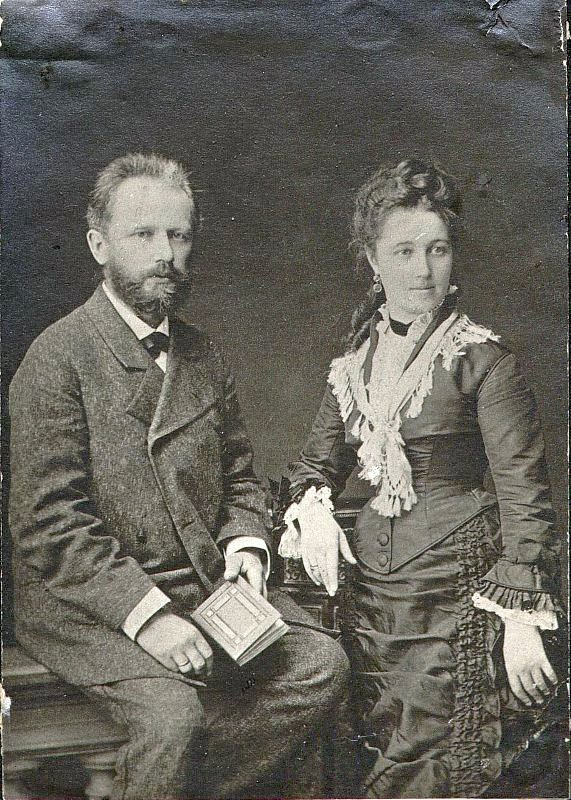
Petr Iljič Čajkovskij a jeho manželka Antonina Miljukova krátce po své svatbě a před rozchodem (1877)

V 80. letech už byl Čajkovskij známým, oblíbeným a respektovaným skladatelem doma i v cizině. Své skladby, opery a symfonickou hudbu také dirigoval. V roce 1883 pobýval v Paříži, v letech 1888 a 1889 podnikl koncertní turné po západní Evropě. Kromě Dvořáka na nich osobně poznal Johannese Brahmse, Gustava Mahlera či Charlese Gounoda. V dubnu a květnu 1891 byl triumfálně přijat v USA. Od května 1892 žil Čajkovskij na předměstí Klinu severozápadně od Moskvy, ve čtvrti Frolovskoje. Dnes je v tomto domě Čajkovského muzeum.

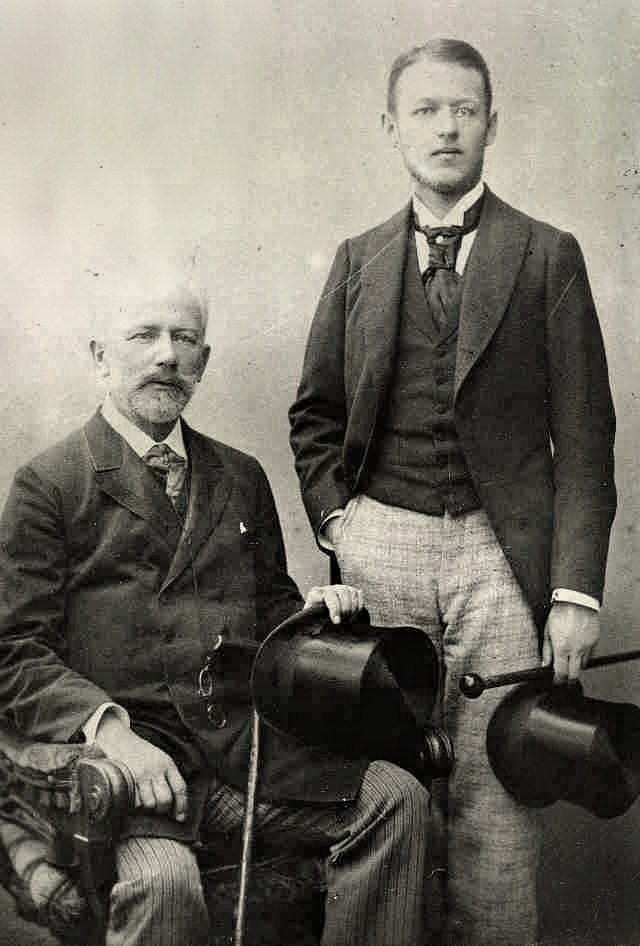
Čajkovskij a jeho milenec Vladimir Davidov

Ke konci 80. let 19. století se Čajkovského milencem stal jeho synovec Vladimir Lvovič Davidov. Čajkovskij mu věnoval Symfonii č. 6, kterou dokončil v roce 1893. Symfonie nese v ruštině název Патетическая neboli “vášnivá”. Jako „Patetická“ je známa po celém světě. Mezi další milence Čajkovského údajně patřili jeho spolužák Alexej Apuchtin a jeho komorník Alexej Sofronov. Pasáže v Čajkovského dopisech, ve kterých píše o svých homosexuální touhách, byly v Rusku cenzurovány. Podobný přístup ostatně přetrval do současnosti, například v roce 2013 tehdejší ministr kultury Vladimir Medinskij popřel, že Čajkovskij byl gay.
Čajkovskij zemřel v Petrohradě 6. listopadu 1893. Ještě 13. června t.r. obdržel v anglické Cambridgi čestný doktorát tamní univerzity, a 28. října v Petrohradě dirigoval premiéru své poslední symfonie, pojmenované bratrem Modestem jako Patetická. Dne 1. listopadu, po návštěvě divadelního představení, se odebral, spolu s příbuznými a přáteli, na večeři do restaurace. Přes jejich upozornění na výskyt cholery si nechal přinést sklenici nepřevařené vody a vypil ji. Již příštího rána si stěžoval na bolesti, ulehl a už se nezotavil. Ošetřující lékaři konstatovali úmrtí na choleru. Vyskytují se i teorie o sebevraždě, většina muzikologů však tento názor nesdílí. Čajkovskij byl pohřben v Petrohradě, v pravoslavném klášteře Alexandra Něvského.

## Čajkovskij a Antonín Dvořák
K setkání obou skladatelů došlo poprvé počátkem roku 1888, při desetidenní Čajkovského návštěvě Prahy, na pozvání Umělecké besedy, v rámci skladatelova turné do Lipska, Paříže a Londýna. V Praze dirigoval své skladby na dvou koncertech. V Rudolfinu předehru-fantazie Romeo a Julie, Klavírní koncert č. 1 b moll, se sólistou Alexandrem Silotim (Čajkovského moskevským žákem), Elegie ze Suity č. 3, Houslový koncert D dur, se sólistou Karlem Halířem a Předehru 1812. V Národním divadle se hrála Serenáda pro smyčcový orchestr, Téma s variacemi ze Suity č. 3, několik klavírních skladeb (opět v podání A. Silotiho), znovu Předehra 1812 a závěr druhého jednání baletu Labutí jezero (poprvé mimo Rusko). Čajkovskij si po představení zapsal do deníku: „Mimořádný úspěch. Okamžik absolutního štěstí.“ Své mecenášce Naděždě von Meck napsal z Prahy 10. února: Přijali mě tu, jako kdybych nebyl zástupce ruské hudby, nýbrž Ruska. Mé postavení bylo poněkud choulostivé, protože pocty, které mi prokazovali, neplatily ve skutečnosti mně, ale Rusku. Nikdy bych byl netušil, jak Češi milují Rusko a nenávidí Němce. Čajkovského přijetí v Praze je třeba vidět v kontextu s rusofilstvím, rozšířeným tehdy v některých vrstvách české společnosti.

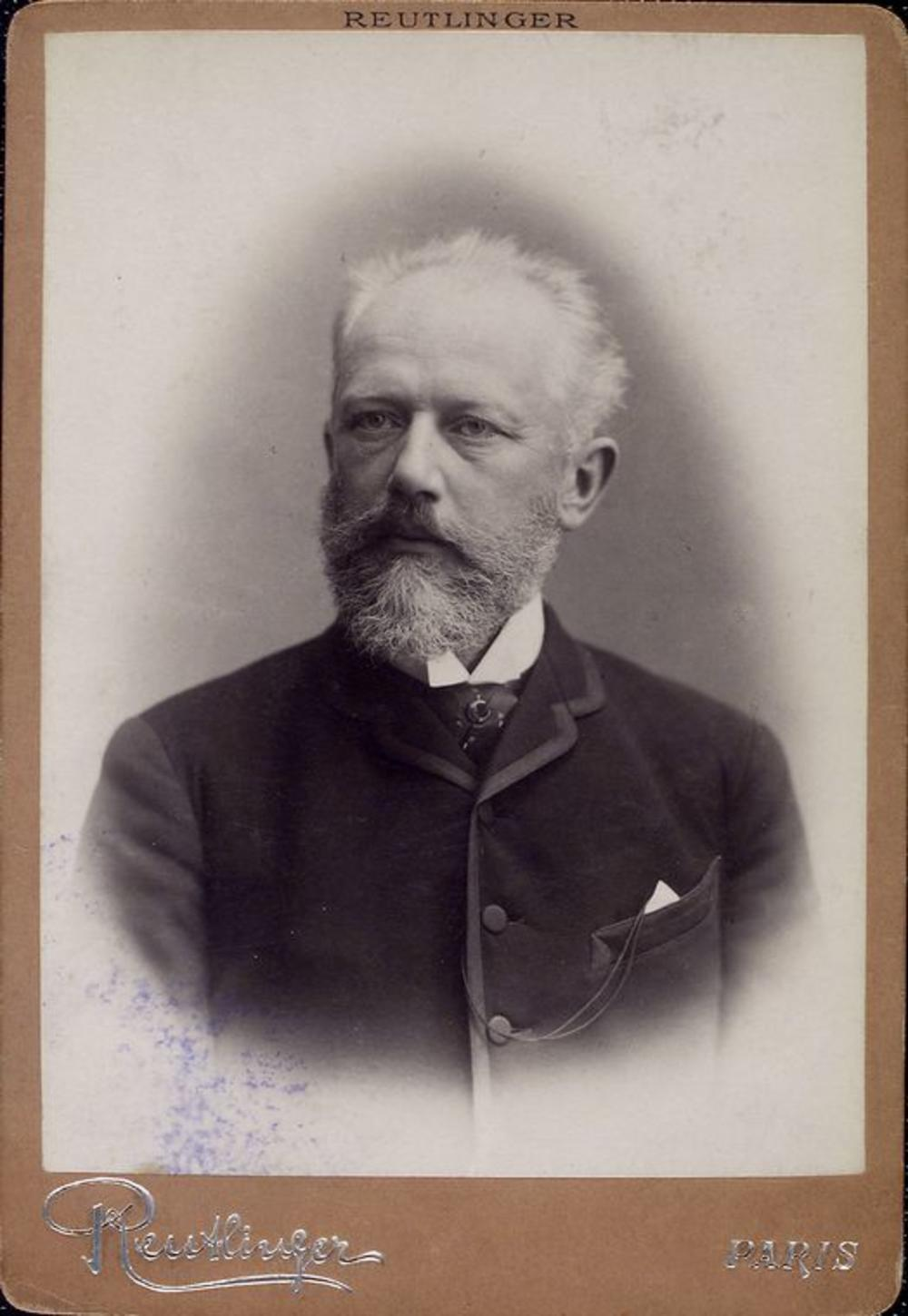
Čajkovskij kolem roku 1888

Antonín Dvořák byl na obou koncertech, a s ruským skladatelem navázal blízký osobní vztah. Pozval ho domů na oběd a debatoval s ním o hudbě. Čajkovskij si zapsal do deníku, s jakým pohnutím mu Dvořák vyprávěl o svém vztahu k Brahmsovi. Podle Dvořáka to byl právě on, kdo mu prosazováním jeho skladeb pomohl k úspěchu i mimo Čechy. Umělecká beseda uspořádala na počest Čajkovského slavnostní schůzi, na které byl proveden Dvořákův klavírní kvintet A dur op. 81; Čajkovský se v deníku o něm pochvalně vyjádřil. Čajkovskij a Dvořák 7. ledna 1888 společně navštívili pražskou premiéru Verdiho Othella v Národním divadle. Při rozloučení na nádraží se oba skladatelé vzájemné obdarovali tištěnými partiturami svých skladeb: Čajkovskij obdržel Dvořákovu 4. symfonii d moll, Dvořák pak Čajkovského Suitu č. 3 G dur op. 55.
Na přelomu listopadu a prosince 1888 přijel Čajkovskij do Prahy znovu. Za Dvořákovy přítomnosti zde dirigoval Symfonii č. 5, Klavírní koncert č. 2, a 6. prosince, poprvé mimo Rusko, operu Evžen Oněgin. Výsledkem kontaktů obou skladatelů bylo Dvořákovo koncertní turné do Moskvy a Petrohradu, které se uskutečnilo v únoru a březnu 1890. Podle Dvořáka ale neměly jeho koncerty ani zdaleka takový ohlas, jaký očekával. Dokonce si stěžoval na intriky, které se proti němu děly v místních hudebních kruzích.
Při poslední Čajkovského návštěvě Prahy, v říjnu 1892, během provedení jeho opery Piková dáma, se oba skladatelé nesetkali. Dvořák byl tou dobou už v New Yorku. Čajkovského úmrtí o rok později Dvořáka zasáhlo. Jeho Biblické písně op. 99 se často dávají do souvislosti se smrtí jeho ruského přítele.
Oba jmenovaní skladatelé se obrazně znovu potkali na konci 70. let 20. století, kdy se jejich skladbami (melodií z baletu Labutí jezero a Humoreskou) zabýval ve svých úpravách český skladatel Viktor Kotrubenko, pro interpretaci Jazz Half Sextetem.

## Charakteristika hudby
Čajkovskij je považován za výrazného melodika. Komponoval také tzv. romansy – ruské umělé písně pro sólový hlas, s klavírním doprovodem. Skladatelova symfonická hudba zrcadlí jeho vnitřní svět. Vypovídá o autorově zádumčivosti, a o jeho životním pesimismu. Jeho tvorba je ovlivněná západoevropským dědictvím (Mozart, Verdi, Bizet, Massenet), tvorba Richarda Wagnera pro něj byla nepřijatelná. Byl v kontaktu s představiteli Mocné hrstky, zejména s Balakirevem, sám však kompozici pojímal jinak. Autoři Mocné hrstky si vymýšleli hudební témata s ruskou melodikou, která podbarvovali exotickým koloritem. Čajkovskij však využíval autentické lidové melodie, které zpracovával v duchu západní hudební tradice.

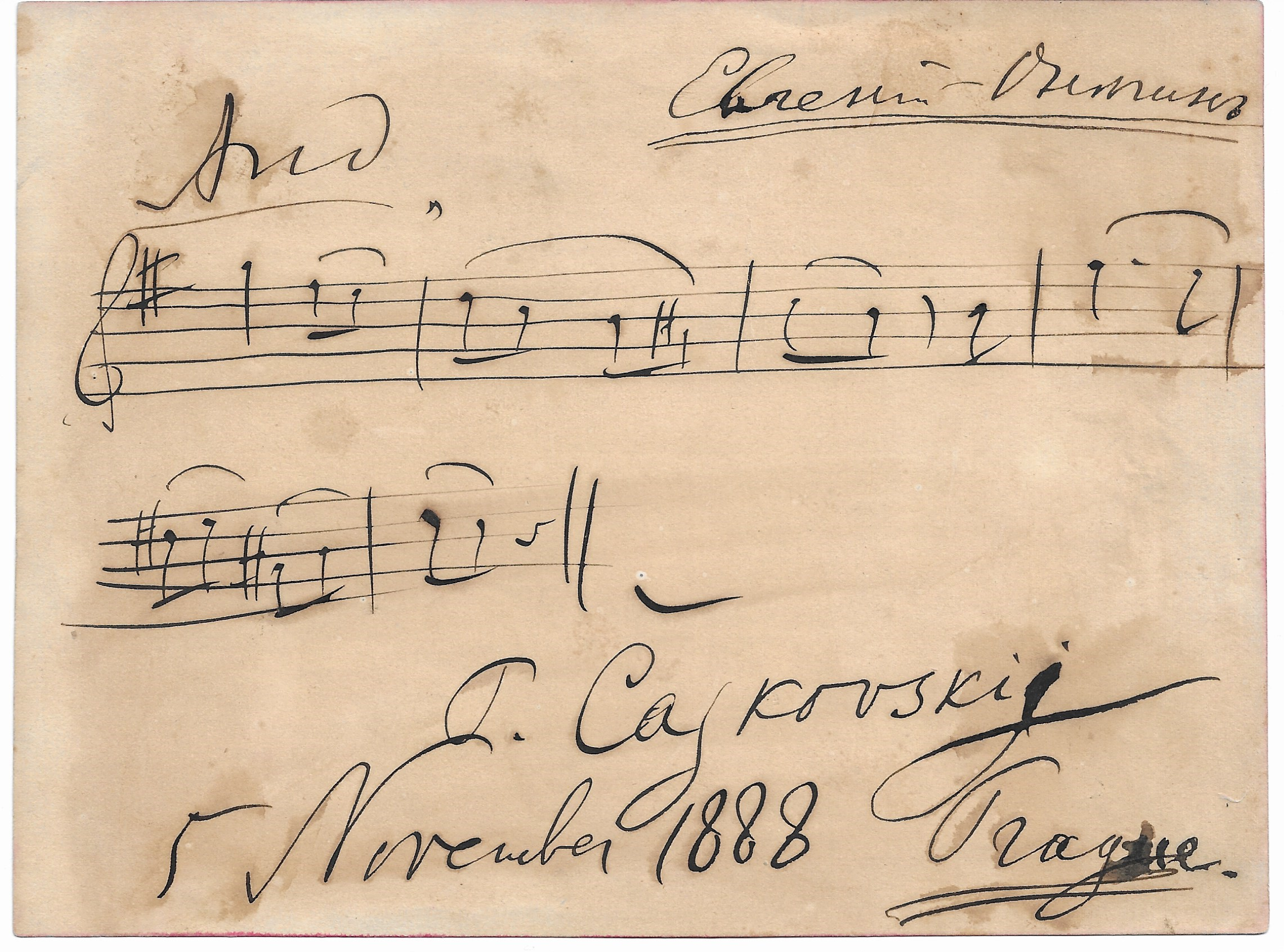
Vlastnoruční notový záznam Čajkovského s jeho podpisem z roku 1888, kdy v Praze dirigoval svoji operu Evžen Oněgin.

Čajkovského nejpopulárnější skladby – mimo ty nejznámější (mezi něž patří i balet a suita Louskáček z let 1891–1892, klavírní koncert č. 2 G dur z roku 1880, smyčcový kvartet č. 3 es moll z roku 1876, či trio pro housle, violoncello a klavír a moll z roku 1882) – jsou mezi návštěvníky koncertů stále žádány. Jeho nejoblíbenější skladby jsou charakterizovány bohatými melodickými pasážemi, v nichž se často střídají místa hluboce melancholická, s hudebními plochami, odvozenými z lidových tanců. Podobně jako jeho současník Rimskij-Korsakov byl Čajkovskij mistrem orchestrace. Zejména jeho balety obsahují mnoho okouzlujících prvků orchestrální barevnosti. Jeho symfonie, oblíbené pro svůj melodický obsah, obsahují často působivou (a někdy nedoceňovanou) práci s jednotlivými hudebními tématy. Ve svých nejlepších operách, jako je Evžen Oněgin a Piková dáma, používal velmi podmanivé melodické pasáže, aby popsal dramatickou situaci, s maximální působivostí. Pro svou melodičnost a brilantní instrumentaci nebyly jeho balety, zejména Labutí jezero a Šípková Růženka, nikdy překonány. Skladatel je komponoval ve spolupráci s francouzským choreografem Mariem Petipou. Čajkovského balety představují vlastně první dramatickou hudbu k tanci, od dob operních baletů německého skladatele Christopha Willibalda Glucka. Čajkovský také přispěl k rozvoji žánru symfonické básně. Zejména skladby Romeo a Julie a Hamlet jsou pozoruhodné tím, jak v nich autor melodickými prostředky dokázal evokovat náladu literárních děl, která byla předlohou jeho kompozic.

## Dílo (výběr)

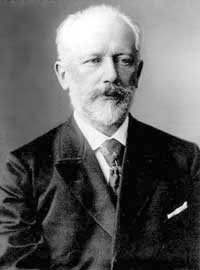
Čajkovskij v pozdějších letech svého života

Složil šest symfonií, programní symfonii Manfred, symfonické básně (Romeo a Julie, Francesca da Rimini), slavnostní předehru 1812, Italské capriccio, čtyři orchestrální suity (čtvrtá z nich se jmenuje Mozartiana), smyčcová kvarteta (D dur a další), tři klavírní koncerty (jeho asi nejznámější dílo Koncert pro klavír a orchestr č. 1 b moll), houslový koncert, romance, sbory, kantáty a mnohá další díla. Dále mj. složil deset oper, z nichž nejznámější jsou Evžen Oněgin, Piková dáma, Mazepa a Jolanta.
Nejvíce ho však proslavila jeho baletní díla, Labutí jezero a Šípková Růženka. Libreto k oběma operám bylo vytvořeno volným zpracováním básní ruského básníka A. S. Puškina. Velmi populární je baletní pohádka Louskáček.

### Balety
- 1875–1876: Labutí jezero (Лебединое озеро), op. 20
- 1888–1889: Šípková Růženka (Спящая красавица), op. 66
- 1891–1892: Louskáček (Щелкунчик), op. 71

### Opery
- 1867–1868: Vojevoda (Воевода), op. 3, libreto podle Alexandra Nikolajeviče Ostrovského
- 1869: Undina (Ундина), libreto podle Friedricha de la Motte Fouqué, nedochovaná
- 1870–1872: Opričnik (Опричник), libreto podle Ivana Ivanoviče Lašečnikova
- 1874: Kovář Vakula (Кузнец Вакула), op. 14, libreto podle Nikolaje Vasiljeviče Gogola; v roce 1885 přepracovaná pod názvem Střevíčky
- 1877–1878: Evžen Oněgin (Евгений Онегин), op. 24, na motivy Puškinova románu ve verších Evžen Oněgin
- 1878–1879: Panna orleánská (Орлеанская дева), libreto podle Friedricha Schillera
- 1881–1883: Mazepa (Мазепа), libreto podle A. S. Puškina
- 1885–1887: Čarodějka (Чародейка), libreto od Ippolita Vasilijeviče Špašinského
- 1890: Piková dáma (Пиковая дама), op. 68, libreto od Modesta Čajkovského podle A. S. Puškina
- 1891: Jolanta (Иоланта), op. 69, libreto od Modesta Čajkovského podle Henrika Hertze

### Scénická hudba
- 1873: Sněhurka, op. 12, ke stejnojmenné hře A. N. Ostrovského
- 1891: Hamlet, op. 67a, ke stejnojmennému dramatu W. Shakespeara

### Duchovní hudba
- 1878: Liturgie svatého Jana Zlatoústého, op. 41
- 1881–1882: Nešpory, op. 52

### Symfonie
- 1866: Symfonie č. 1 g moll, op. 13, „Zimní sny“, přepracovaná 1874
- 1872: Symfonie č. 2 c moll, op. 17, „Malá ruská“, přepracovaná v letech 1879–1880
- 1875: Symfonie č. 3 D dur, op. 29, „Polská“
- 1877–1878: Symfonie č. 4 f moll, op. 36
- 1885: Symfonie Manfred h moll, op. 58
- 1888: Symfonie č. 5 e moll, op. 64
- 1893: Symfonie č. 6 h moll, op. 74, „Patetická“
- Symfonie Es dur – psána v roce 1892, ale opuštěna a partitura jejím autorem zničena (Čajkovským byla instrumentována jen první věta), její části byly použity v jiných skladbách (Klavírní koncert č. 3 a posmrtně vydané Andante a finale pro klavír). Rekonstruována byla v letech 1951–1955 Semjonem Bogatyrjovem.[24]

### Koncerty pro sólový nástroj a orchestr

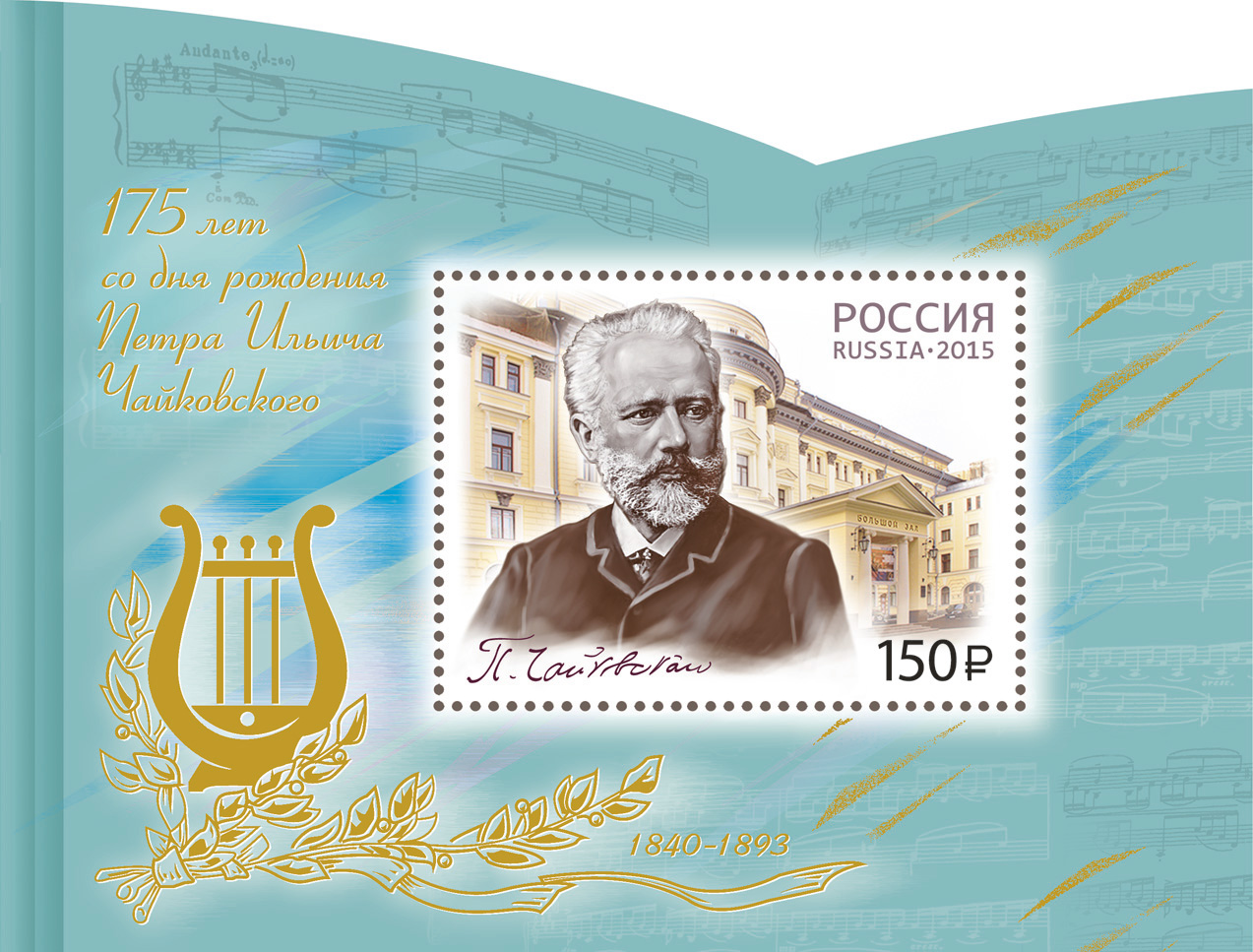
Ruská poštovní známka

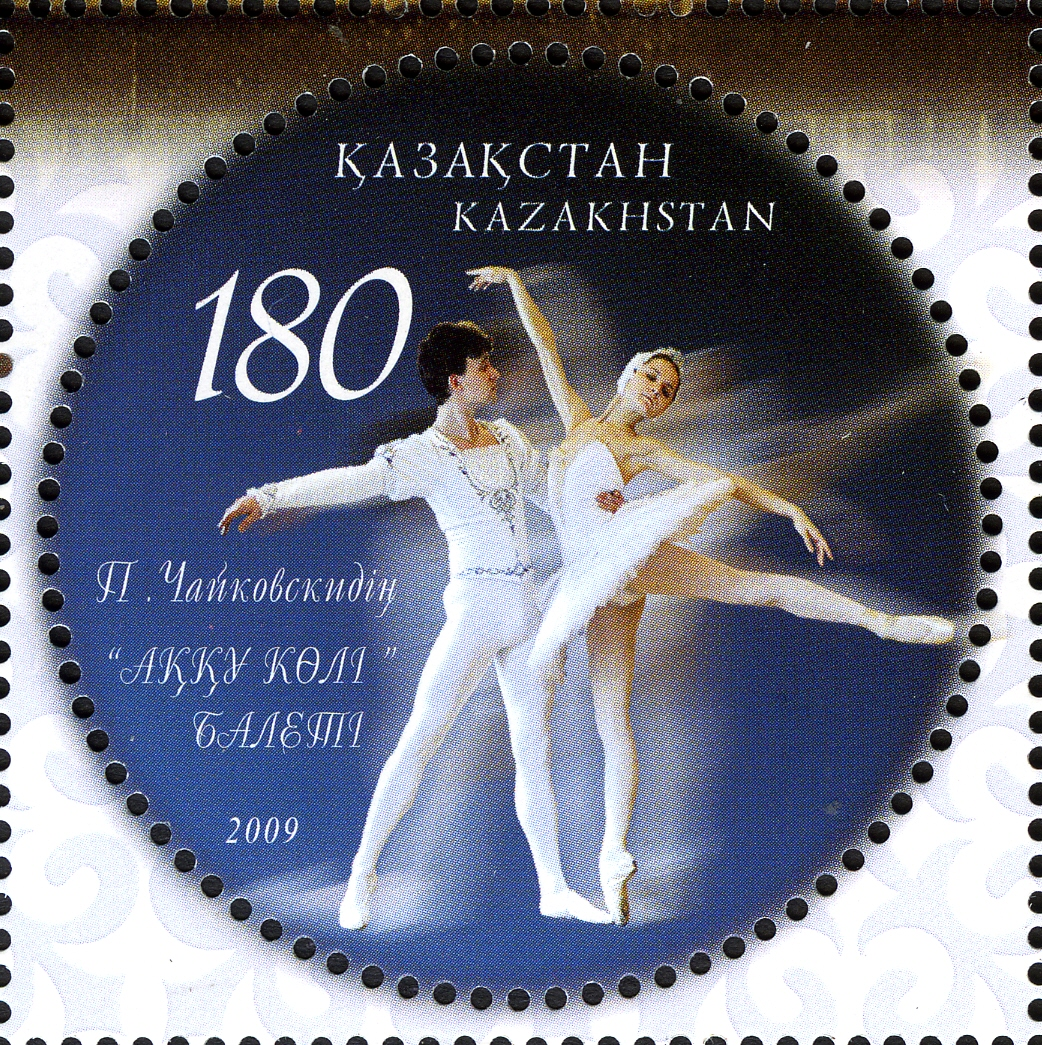
Poštovní známka Kazachstánu znázorňující Labutí jezero

- 1874–1875: Klavírní koncert č. 1 b moll, op. 23
- 1878: Houslový koncert D dur, op. 35
- 1880: Klavírní koncert č. 2 G dur, op. 44
- 1893: Klavírní koncert č. 3 Es dur, op. post. 75

### Další orchestrální skladby
- 1864: Bouře (1864), op. post. 76, předehra ke stejnojmennému dramatu A. N. Ostrovského
- 1866: Slavnostní předehra na motiv dánské hymny, op. 15
- 1868: Fatum, op. post. 77, symfonická fantazie
- 1869: rev. 1870 a 1880: Romeo a Julie, symfonická báseň
- 1873: Bouře (1873), symfonická fantazie podle Williama Shakespeara, op. 18
- 1876: Slovanský pochod, op. 31
- 1876: Francesca da Rimini, op. 32
- 1876–1877: Variace na rokokové téma pro violoncello a orchestr, op. 33
- 1880: Italské capriccio, op. 45
- 1880: Serenáda pro smyčce C dur, op. 48
- 1880: Slavnostní předehra 1812, op. 49
- 1887: Pezzo capriccioso (Náladový kus) pro violoncello a orchestr, op. 62
- 1888: Hamlet symfonická báseň, op. 67
- 1891: Vévoda, symfonická balada, op. 78

### Komorní hudba

#### Smyčcové kvartety
- 1871: Smyčcový kvartet č. 1 D dur, op. 11
- 1874: Smyčcový kvartet č. 2 F dur, op. 22, věnován Ferdinandu Laubovi
- 1876: Smyčcový kvartet č. 3 es moll, op. 30
- 1882: trio pro housle, violoncello a klavír a moll (Vzpomínka na velkého umělce), op. 50

#### Skladby pro sólový klavír
- 1870: Capriccio, op. 8
- 1870: Tři kusy, op. 9
- 1875–1876: Roční období, op. 37a
- 1878: Album pro děti, op. 39
- 1886: Dumka. Ruská venkovská scénka, op. 59

#### Ostatní komorní hudba
- 1879: Tři kusy pro housle a klavír Vzpomínka na drahé místo, op. 42
- 1882: Klavírní trio a-moll Vzpomínka na velkého umělce, op. 50
- 1890: Smyčcový sextet Vzpomínky na Florencii d moll, op. 70, přepracován 1891/1892